# Amsteldiepdijk
De Amsteldiepdijk is een dam die ligt tussen Van Ewijcksluis en Wieringen. Deze dijk is aangelegd in 1924 en sluit een deel van het Amsteldiep en het Ulkediep af. Het afgesloten deel van het Amsteldiep werd op die manier een meer: het Amstelmeer. Een ander gevolg van de aanleg van de Amsteldiepdijk was dat Wieringen een directe verbinding met het vasteland van Noord-Holland kreeg en dus niet langer meer een eiland was.
In feite is de Amsteldiepdijk een deel van de Afsluitdijk, die de voormalige Zuiderzee afsluit en Noord-Holland en Friesland met elkaar verbindt. Vandaar dat de Amsteldiepdijk ook wel de Kleine Afsluitdijk of Korte Afsluitdijk wordt genoemd. De aanleg van de Amsteldiepdijk was ook een voorbeeldproject voor de grote Afsluitdijk. De ingenieurs van de Dienst der Zuiderzeewerken, die verantwoordelijk was voor de aanleg van de Afsluitdijk en de polders van het Zuiderzeeproject, staken er veel van op.
Bij de aanleg van de Amsteldiepdijk gingen er een paar dingen mis. Door de zachte grond verschoof het dijklichaam en werd de onderlaag er zijwaarts uitgeperst. Aan de kant van het Amstelmeer is dat nog goed te zien: langs de dijk ligt een natuurgebied dat "de verzakking" heet. De overheid gaf de aannemers de schuld van de verzakkingen; uiteindelijk moesten zij een schadevergoeding aan de Staat betalen. Deze gebeurtenissen vormden voor enkele grote aannemers die betrokken waren bij het Zuiderzeeproject aanleiding om de krachten te bundelen in een consortium, de Maatschappij tot Uitvoering van Zuiderzeewerken (MUZ). De Afsluitdijk tussen Den Oever en Zurich werd door de MUZ aangelegd.
De Kleine Afsluitdijk is verder van belang omdat hier voor het eerst keileem werd gebruikt als bouwgrond in dijken.

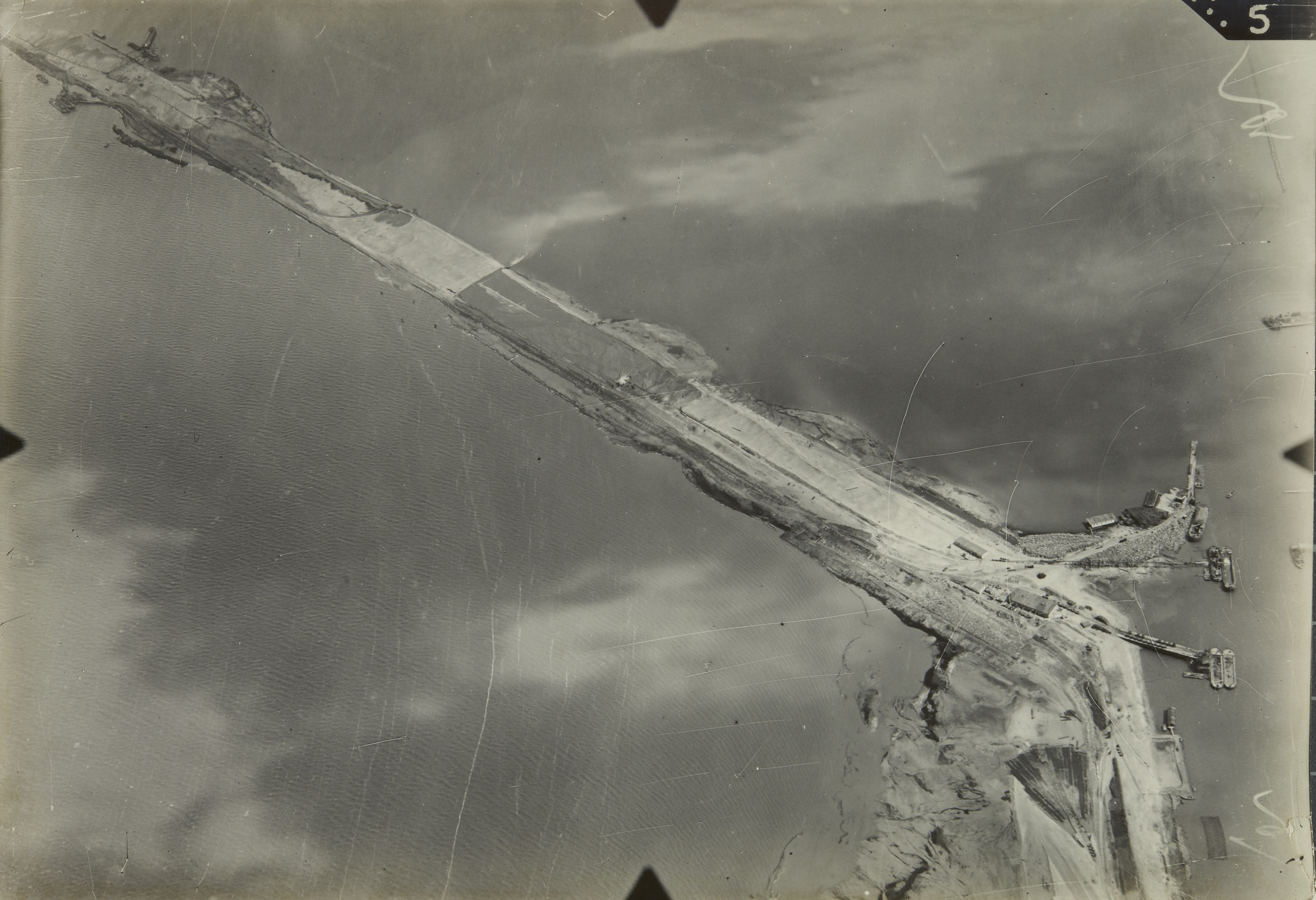
Luchtfoto van de aanleg van de Amsteldiepdijk, 1924?
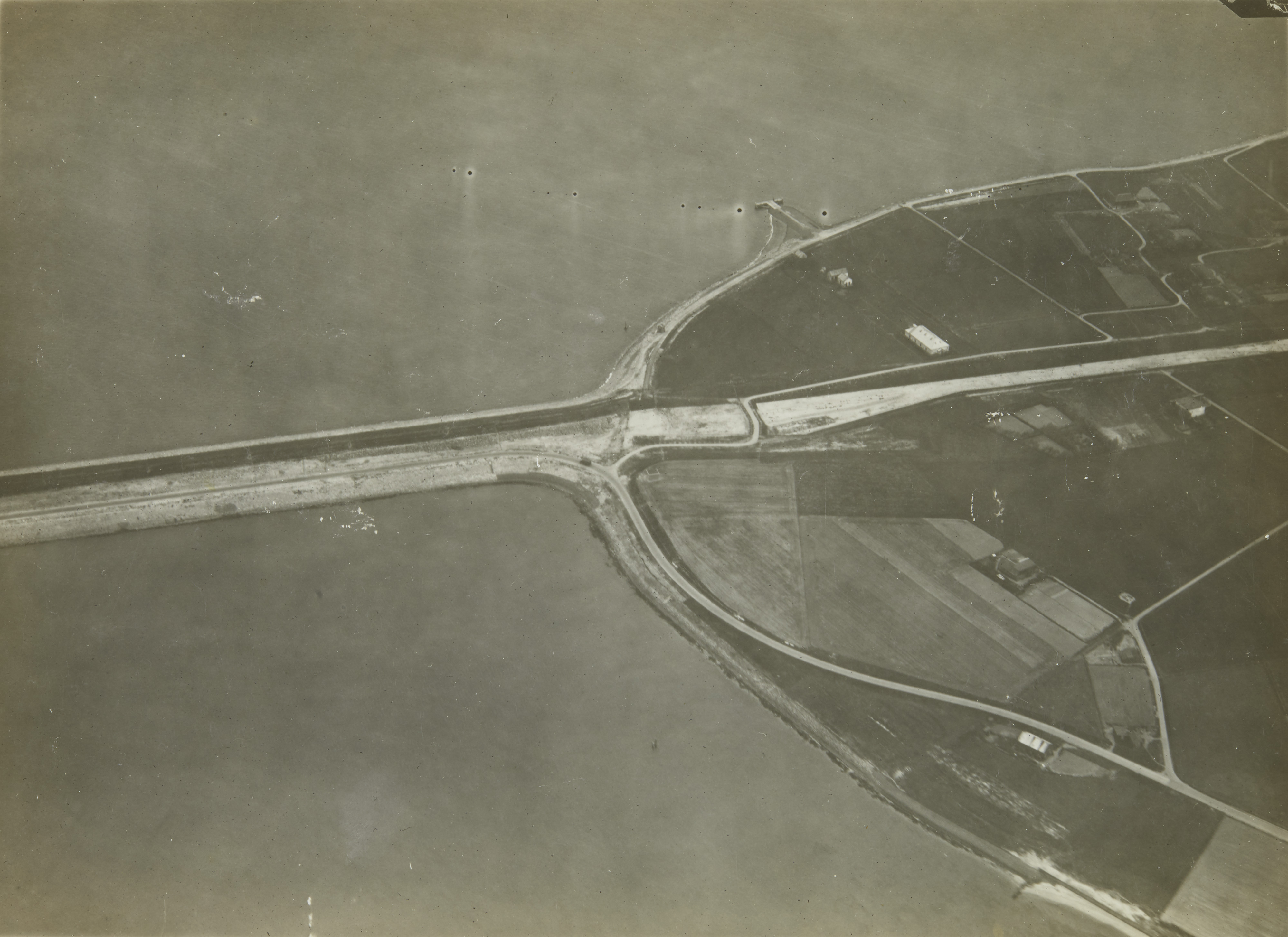
Luchtfoto van de aanleg van de Amsteldiepdijk, oostkant bij Wieringen
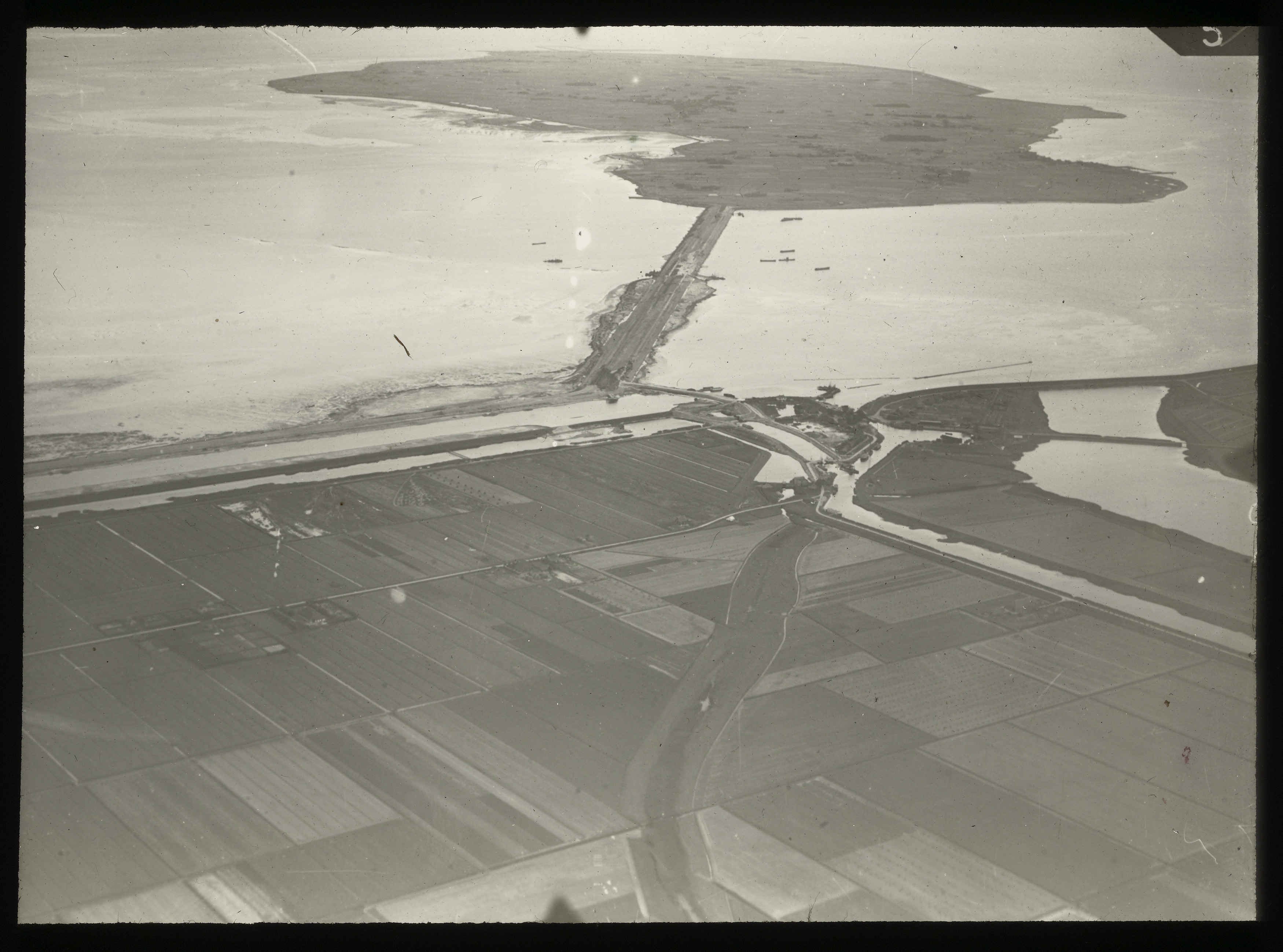
Luchtfoto van de aanleg door de voorloper van de Luchtmacht, NIMH.